# Tobias Lauritsen (calciatore 1997)
Tobias Lauritsen (Skien, 30 agosto 1997) è un calciatore norvegese, attaccante dello Sparta Rotterdam.

## Carriera

### Club
Lauritsen è cresciuto nelle giovanili dell'Herkules. Ha esordito in 3. divisjon con questa maglia, nel corso della stagione 2013. Nella stessa annata, è passato all'Urædd.
Ad agosto 2014, Lauritsen è stato ingaggiato dall'Odd, che lo ha aggregato alla propria formazione giovanile. Il 22 aprile 2015 ha esordito in prima squadra, subentrando a Frode Johnsen nella vittoria per 0-13 in casa dello Skotfoss.
A settembre 2016, Lauritsen si è trasferito al Pors Grenland, in 2. divisjon. Il 17 settembre ha giocato così il primo incontro in squadra, nel pareggio per 0-0 in casa del Tønsberg. Il 22 ottobre ha trovato il primo gol in squadra, nella vittoria per 1-3 in casa dell'Ørn-Horten. Al termine di quella stagione, il Pors Grenland è retrocesso in 3. divisjon. Lauritsen è rimasto in squadra e ha segnato 32 reti in 26 partite di campionato.
Il 18 gennaio 2018, Lauritsen ha fatto ritorno all'Odd, a cui si è legato con un contratto triennale: ha scelto di vestire la maglia numero 20. L'11 marzo successivo ha debuttato in Eliteserien, sostituendo Markus Kaasa nella sconfitta casalinga per 1-2 contro l'Haugesund. Il 6 maggio 2018 è arrivata la prima rete, nel 3-0 sullo Start.
Il 26 giugno 2020 ha prolungato il contratto che lo legava all'Odd, fino al 31 dicembre 2022.

## Statistiche

### Presenze e reti nei club
Statistiche aggiornate al 14 dicembre 2021.
| Stagione             | Club                 | Campionato           | Campionato | Campionato | Coppe nazionali | Coppe nazionali | Coppe nazionali | Coppe continentali | Coppe continentali | Coppe continentali | Supercoppe | Supercoppe | Supercoppe | Totale | Totale |
| Stagione             | Club                 | Comp                 | Pres       | Reti       | Comp            | Pres            | Reti            | Comp               | Pres               | Reti               | Comp       | Pres       | Reti       | Pres   | Reti   |
| -------------------- | -------------------- | -------------------- | ---------- | ---------- | --------------- | --------------- | --------------- | ------------------ | ------------------ | ------------------ | ---------- | ---------- | ---------- | ------ | ------ |
| gen.-ago. 2013       | Herkules             | 3D                   | 4          | 0          | CN              | 2               | 1               | -                  | -                  | -                  | -          | -          | -          | 6      | 1      |
| ago.-dic. 2013       | Urædd                | 3D                   | 9          | 4          | CN              | -               | -               | -                  | -                  | -                  | -          | -          | -          | 9      | 4      |
| gen.-ago. 2014       | Urædd                | 3D                   | 11         | 1          | CN              | 2               | 0               | -                  | -                  | -                  | -          | -          | -          | 13     | 1      |
| Totale Urædd         | Totale Urædd         | Totale Urædd         | 20         | 5          |                 | 2               | 0               |                    | -                  | -                  |            | -          | -          | 22     | 5      |
| 2015                 | Odd                  | ES                   | 0          | 0          | CN              | 1               | 1               | UEL                | 0                  | 0                  | -          | -          | -          | 1      | 1      |
| gen.-set. 2016       | Odd                  | ES                   | 0          | 0          | CN              | 0               | 0               | UEL                | 0                  | 0                  | -          | -          | -          | 0      | 0      |
| set.-dic. 2016       | Pors Grenland        | 2D                   | 3          | 1          | CN              | -               | -               | -                  | -                  | -                  | -          | -          | -          | 3      | 1      |
| 2017                 | Pors Grenland        | 3D                   | 26         | 32         | CN              | 2               | 1               | -                  | -                  | -                  | -          | -          | -          | 28     | 33     |
| Totale Pors Grenland | Totale Pors Grenland | Totale Pors Grenland | 29         | 33         |                 | 2               | 1               |                    | -                  | -                  |            | -          | -          | 31     | 34     |
| 2018                 | Odd                  | ES                   | 18         | 1          | CN              | 4               | 7               | -                  | -                  | -                  | -          | -          | -          | 22     | 8      |
| 2019                 | Odd                  | ES                   | 21         | 0          | CN              | 6               | 6               | -                  | -                  | -                  | -          | -          | -          | 27     | 6      |
| 2020                 | Odd                  | ES                   | 20         | 3          | -               | -               | -               | -                  | -                  | -                  | -          | -          | -          | 20     | 3      |
| 2021                 | Odd                  | ES                   | 29         | 8          | CN              | 2               | 1               | -                  | -                  | -                  | -          | -          | -          | 31     | 9      |
| Totale Odd           | Totale Odd           | Totale Odd           | 88         | 12         |                 | 13              | 15              |                    | 0                  | 0                  |            | -          | -          | 101    | 27     |
| Totale               | Totale               | Totale               | 141        | 50         |                 | 19              | 17              |                    | 0                  | 0                  |            | -          | -          | 160    | 67     |